# Rock Hill (South Carolina)
Rock Hill is een plaats (city) in de Amerikaanse staat South Carolina, en valt bestuurlijk gezien onder York County.

## Demografie
Bij de volkstelling in 2000 werd het aantal inwoners vastgesteld op 49.765.
In 2006 is het aantal inwoners door het United States Census Bureau geschat op 61.620, een stijging van 11855 (23.8%).

## Geografie
Volgens het United States Census Bureau beslaat de plaats een oppervlakte van
80,5 km², waarvan 80,4 km² land en 0,1 km² water.

## Geboren
- Leon Rippy (30 oktober 1949), acteur

## Plaatsen in de nabije omgeving
De onderstaande figuur toont nabijgelegen plaatsen in een straal van 12 km rond Rock Hill.